# 托马斯·基斯
托马斯·基斯（德語：Thomas Kies，1975年10月16日—）是一位德国球员，场上位置为后卫。
自2003年起为卡尔斯鲁厄队效力，为卡尔斯鲁厄本地人。参加过161场德乙，9场德甲的比赛。
2007－08赛季转会至地区联赛球队杜拉赫－奥厄。